# An Occasional Oratorio
An Occasional Oratorio (HWV 62) ist ein Oratorium von Georg Friedrich Händel, welches auf einem Libretto von Newburgh Hamilton nach einer Dichtung von John Milton und Edmund Spenser basiert. 
Händel komponierte das Occasional Oratorio hastig im Januar und Februar 1746, die Premiere fand am 14. Februar 1746 statt. Es enthält 44 Sätze und besteht aus 3 Teilen. Der berühmte Chor Prepare the Hymn, eine Paraphrase auf Psalm 81, 1–2, ist der 26. Satz, 2. Teil. Das 2. Menuett der Feuerwerksmusik entnahm Händel aus diesem Oratorium.